# Eilema planissima
Eilema planissima là một loài bướm đêm thuộc phân họ Arctiinae, họ Erebidae.